# Verónica Abad Rojas
Pour les articles homonymes, voir Abad et Rojas.
Verónica Abad Rojas, née le 14 novembre 1976 à Cuenca (Équateur), est une femme politique équatorienne membre de l'Action démocratique nationale. Elle est vice-présidente de la république entre 2023 et 2025. En parallèle de la vice-présidence, elle est également ambassadrice d'Équateur en Israël de 2023 à 2024.

## Biographie

### Origines et études
Veronica Abad est née à Cuenca. Elle appartient à une famille de musiciens ; durant son enfance, elle pratique le ballet et joue du piano et du violon.
Elle étudie l'administration des affaires sans décrocher de diplôme. Elle suit ensuite des cours pour devenir coach en entrepreneuriat à Santiago du Chili ; elle étudie également la stratégie politique à la fondation Friedrich-Naumann (Allemagne), ainsi que l'innovation et la technologie à l'Institut des Amis de Sion, à Jérusalem.

### Carrière politique
Veronica Abad se présente aux élections locales équatoriennes de 2006. Plus tard, elle fonde le Network of Women Directors et travaille sur des projets internationaux visant à soutenir l'entrepreneuriat, notamment auprès des jeunes et des femmes.
Elle travaille au secrétariat contre la malnutrition infantile entre 2020 et 2022.
Aux élections locales de 2023, elle est candidate à la mairie de Cuenca pour le mouvement AMIGO.
Lors des élections générales de 2023, elle est candidate à la vice-présidence auprès de Daniel Noboa, sous la bannière de l'Action démocratique nationale.
En conflit avec sa vice-présidente dès les premiers jours de son mandat, le président Daniel Noboa décide de l'éloigner en la nommant « collaboratrice de la paix » entre Israël et les Palestiniens, une mission qu’elle doit remplir depuis l’ambassade équatorienne à Tel Aviv. Il annonce dans la foulée la réorganisation de la vice-présidence afin de réduire les pouvoirs de celle-ci. Verónica Abad l’accuse alors de l’envoyer « mourir à la guerre »,. Elle est nommée ambassadrice de l'Équateur en Israël le 4 décembre 2023, avant d'être révoquée de ce poste par le président le 9 novembre 2024, officiellement pour ne pas avoir respecté un ordre de se rendre en Turquie en raison de la montée des tensions à Gaza. Elle est suspendue de ses fonctions de vice-présidente à partir du 11 novembre, Sariha Moya assurant l'intérim. Le 23 décembre suivant, sa suspension est annulée par une juge et elle est réintégrée dans ses fonctions. Le 27 mars 2025, la Cour suprême confirme la perte de ses droits politiques pour deux ans après une condamnation.
Elle est opposée à l'avortement. Elle défend la liberté religieuse, la propriété privée et le libre marché. Elle a montré de la sympathie pour Donald Trump, Jair Bolsonaro et le parti espagnol Vox.

## Vie privée
Chrétienne, elle est mère de trois enfants.